# Übereinkommen über die Beweisaufnahme im Ausland in Zivil- oder Handelssachen
Das Übereinkommen über die Beweisaufnahme im Ausland in Zivil- oder Handelssachen (kurz „Haager Beweisübereinkommen“, HBÜ) ist ein multilateraler völkerrechtlicher Vertrag, der in Den Haag am 18. März 1970 von den Mitgliedern der Haager Konferenz für Internationales Privatrecht geschlossen wurde. 
Die Konvention erlaubt zu einem gewissen Umfang Gerichten oder Behörden der Konventionsstaaten, bei anderen Konventionstaaten um Rechtshilfe zu ersuchen.